# Mistrzostwa Europy w Strzelaniu do Rzutków 1957
Mistrzostwa Europy w Strzelaniu do Rzutków 1957 – drugie mistrzostwa Europy w strzelaniu do rzutków. Odbyły się one w Paryżu.
Rozegrano sześć konkurencji, w tym dwie dla kobiet. W turnieju wystąpili także zawodnicy spoza kontynentu europejskiego. W klasyfikacji medalowej najlepsi okazali się gospodarze.

## Klasyfikacja medalowa
Gospodarze mistrzostw
| Pozycja | Kraj              | Złoto | Srebro | Brąz | Łącznie |
| ------- | ----------------- | ----- | ------ | ---- | ------- |
| 1       | Francja           | 4     | 0      | 0    | 4       |
| 2       | Liban             | 2     | 0      | 0    | 2       |
| 3       | Włochy            | 0     | 2      | 1    | 3       |
| 4       | Belgia            | 0     | 1      | 1    | 2       |
| 4       | Stany Zjednoczone | 0     | 1      | 1    | 2       |
| 6       | RFN               | 0     | 0      | 1    | 1       |

## Wyniki

### Mężczyźni
| Konkurencja      | Złoto                 | Wynik    | Srebro          | Wynik | Brąz               | Wynik |
| Skeet            | Michel Taris          |          | Waddel Smith    |       | Ludo Sheid         |       |
| Skeet, drużynowo | Francja               |          | Belgia          |       | Stany Zjednoczone  |       |
| Trap             | Maurice Tabet         | 261 pkt. | Daniele Cicceri |       | Alessandro Cicceri |       |
| Trap, drużynowo  | Liban Maurice Tabet ? |          | Włochy ?        |       | RFN ?              |       |

### Kobiety
| Konkurencja | Złoto        | Wynik | Srebro        | Wynik         | Brąz          | Wynik         |               |
| Skeet       | Maeva Wallis |       | Nie przyznano | Nie przyznano | Nie przyznano | Nie przyznano | Nie przyznano |
| Trap        | Brigitte Bar |       | Nie przyznano | Nie przyznano | Nie przyznano | Nie przyznano | Nie przyznano |